# Edwin C. Rae
Edwin C. Rae (* 31. August 1911 in New Canaan; † 12. April 2002 in Champaign) war ein US-amerikanischer Kunsthistoriker und Hochschullehrer für Kunstgeschichte an der Universität Illinois.

## Leben
Mit seinem Bachelor-Abschluss in Harvard lehrte er ab 1939 an der Universität Illinois. Nach einem langen Auslandsaufenthalt promovierte er 1943 über „Gotische Architektur in Irland.“
Edwin Rae wirkte ab dem 22. August 1945 als Leiter der Abteilung für den Schutz von Kulturgütern bei der amerikanischen Militärregierung in Bayern. Kultusminister Alois Hundhammer bedankte sich am 27. Juni 1947 für seinen „unermüdlichen Einsatz für den Wiederaufbau und die Erhaltung von so vielen Kunstobjekten.“ Rae setzte sich für die bayerischen Zweigmuseen, die staatlichen und städtischen Sammlungen in Augsburg, Nürnberg und München sowie das Deutsche Museum, das Bayerische Nationalmuseum, die Bayerische Staatsbibliothek, das Staatsarchiv und Germanische Museum ein.
„Captain Rae“ unterstützte die in der NS-Zeit verfemte moderne Kunst, sodass Ausstellungen von Xaver Fuhr, Max Beckmann, Ernst Wilhelm Nay, Franz Marc, Oskar Schlemmer im Haus der Kunst gezeigt werden konnten. Als „Erster Offizier für Kunstfragen in Bayern“ förderte er die Gründung des Zentralinstituts für Kunstgeschichte.
Rae wurde 1947 Professor der Kunstgeschichte an der Universität von Illinois und richtete ein Bildarchiv gotischer Bildhauerei und Baukunst in Irland ein.

## Werke
- Gothic Architecture in Ireland, Harvard 1943
- The Rice Monument in Waterford Cathedral, Proceedings of the Royal Irish Academy. Bd. 69, Dublin 1970
- The medieval fabric of the Cathedral Church of St. Patrick in Dublin, A New History of Ireland, Bd. II, Medieval Ireland, 1169–1534, Oxford 1979